# Ellingen
Ellingen is een gemeente in de Duitse deelstaat Beieren, en maakt deel uit van het Landkreis Weißenburg-Gunzenhausen.
Ellingen telt 3.960 inwoners.

## Historie
Zie commanderij Ellingen

## Galerij

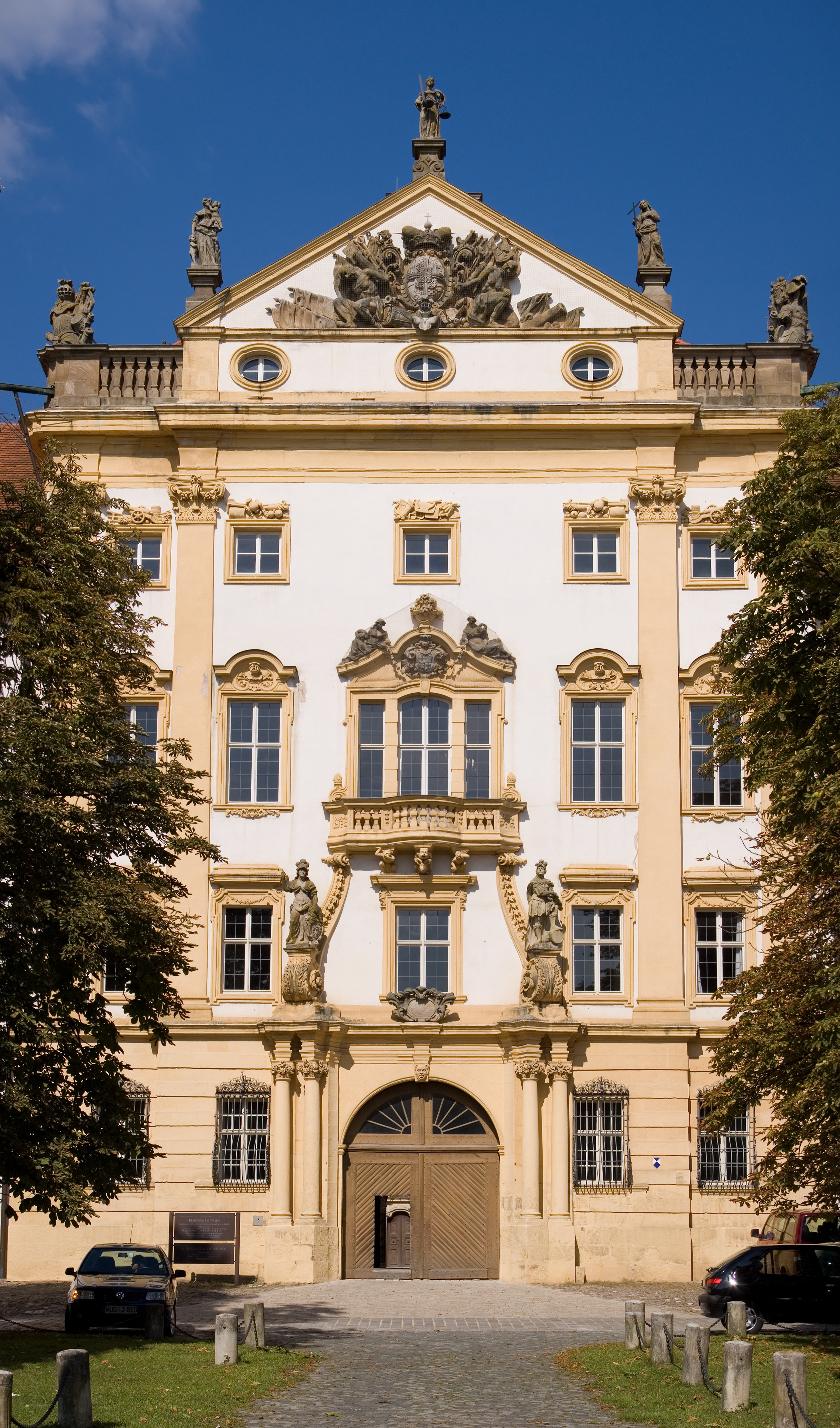
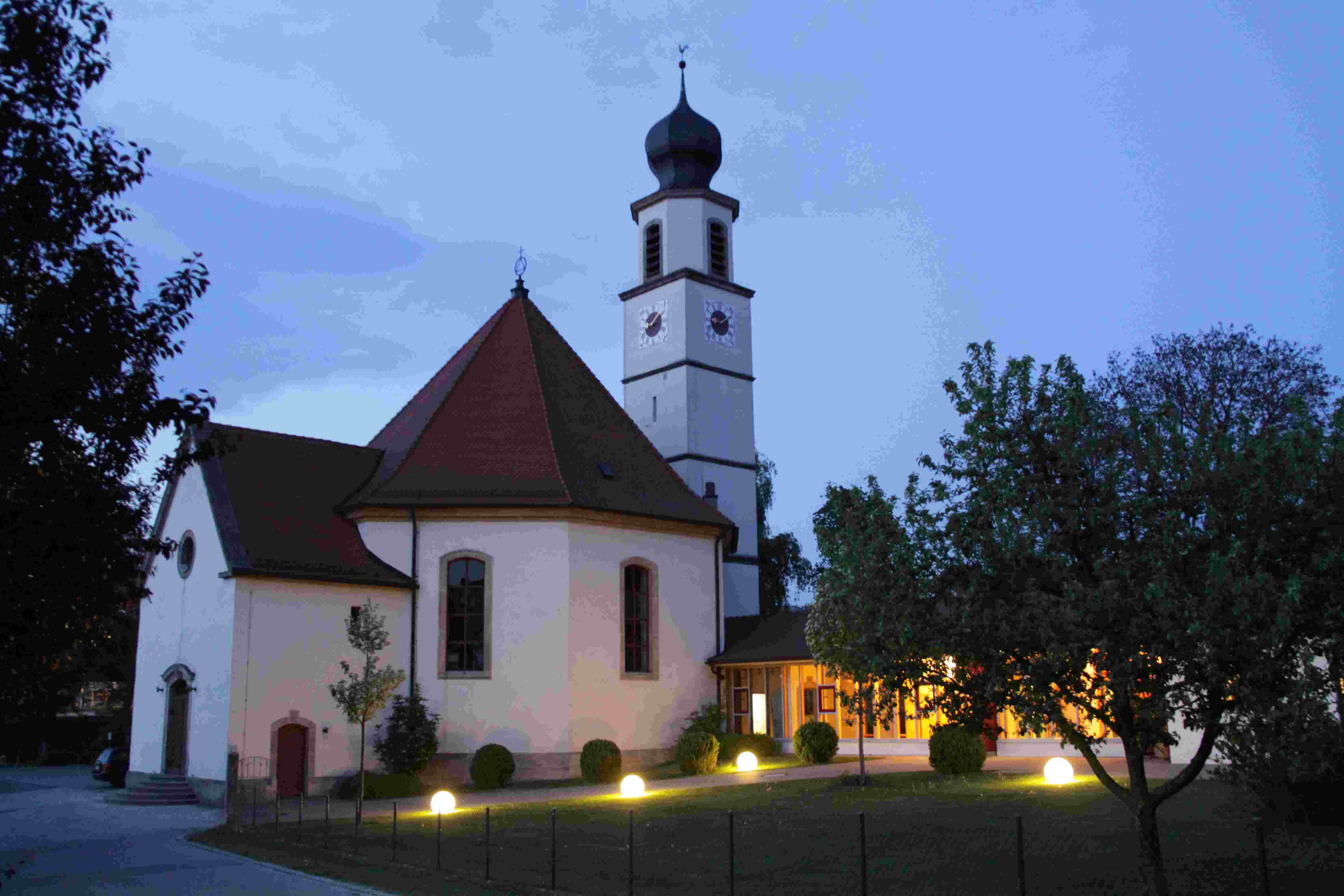
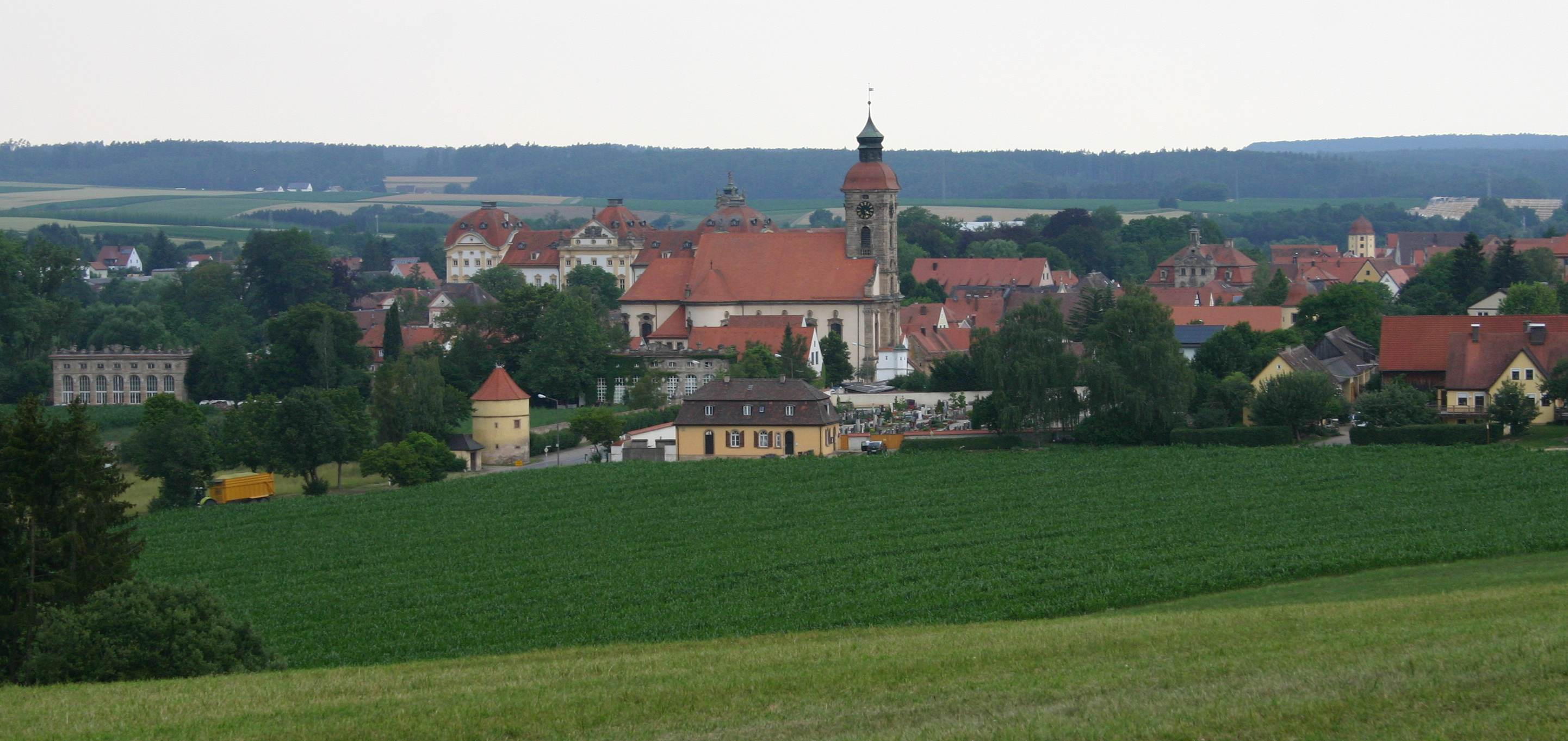
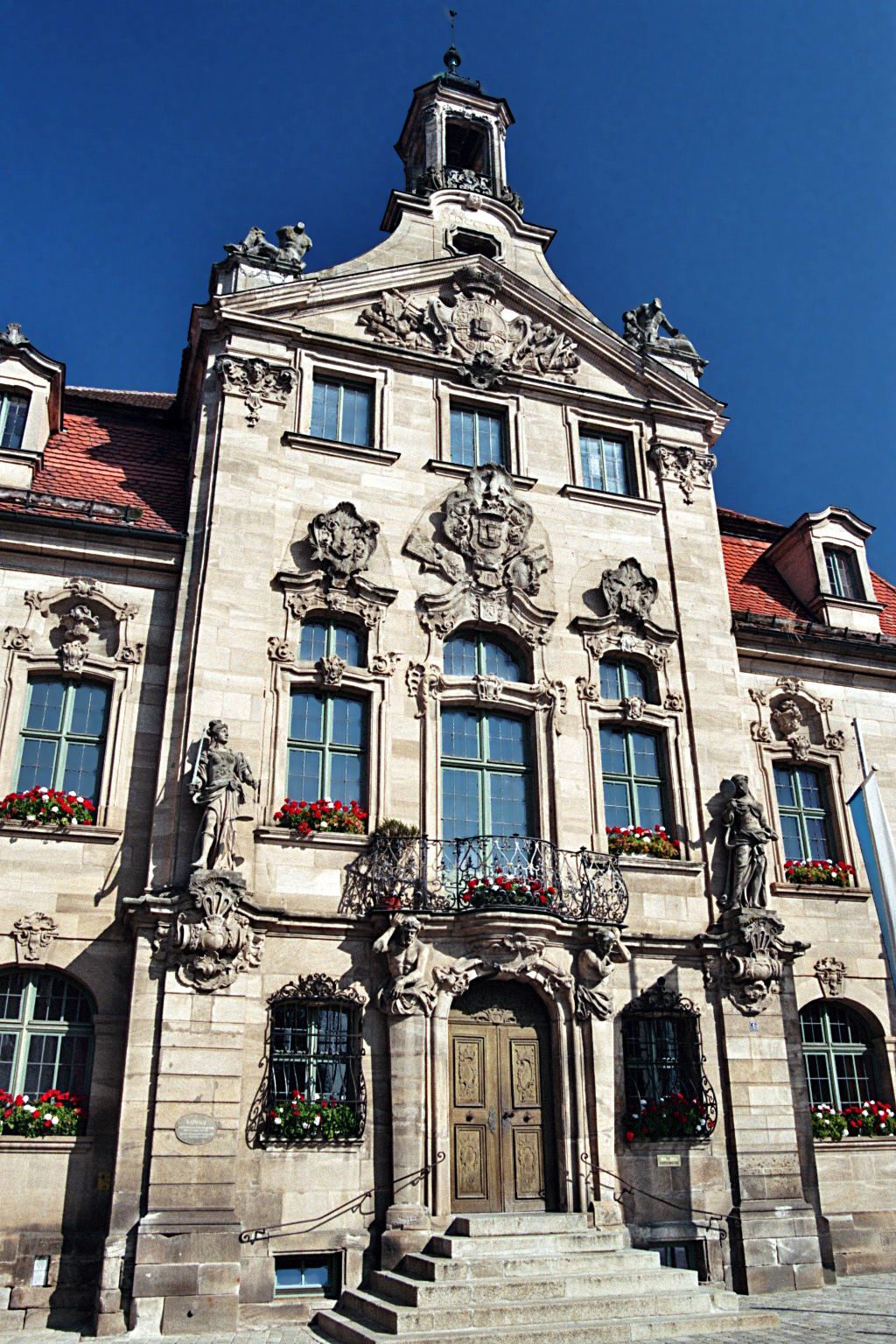
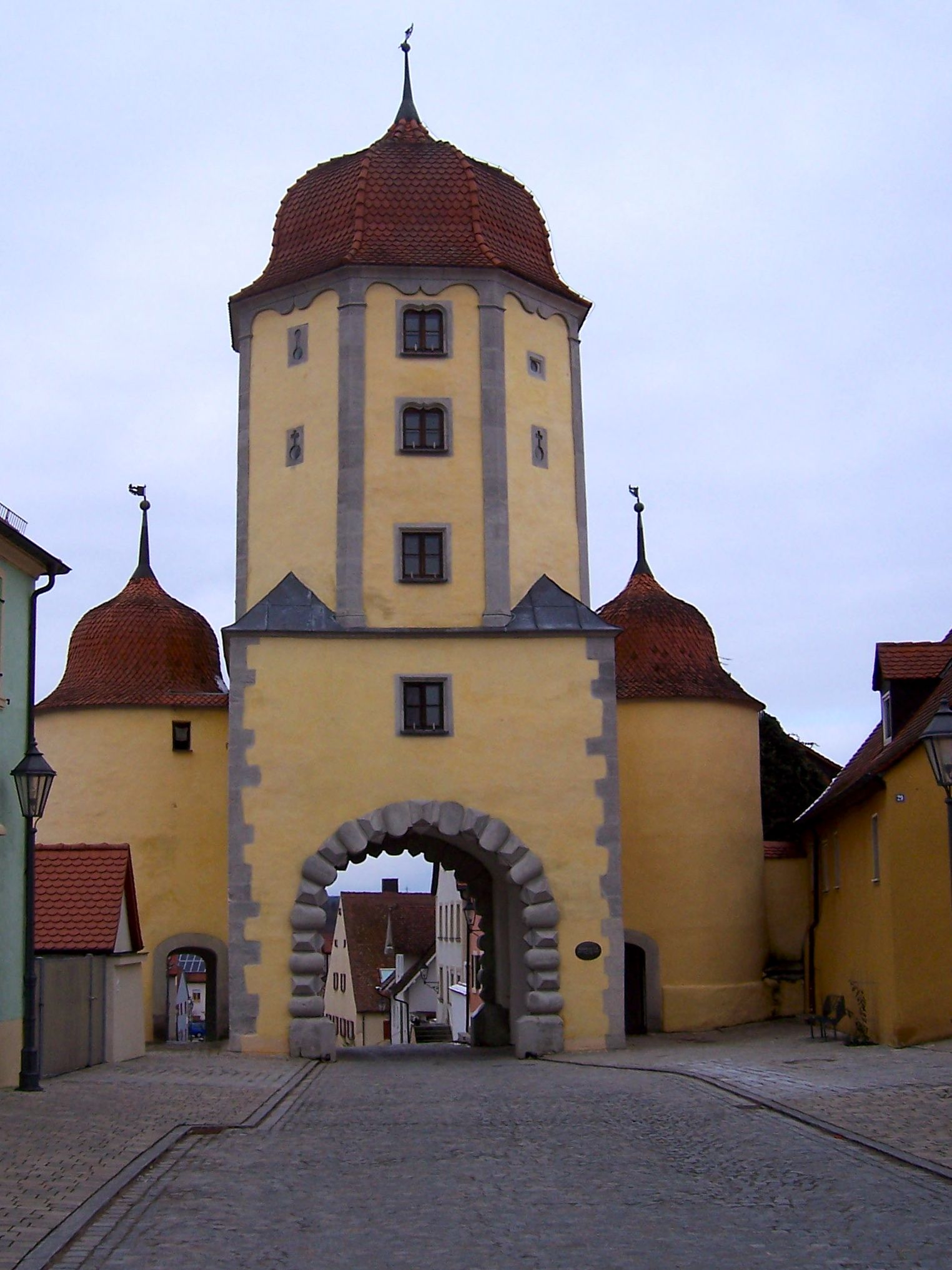
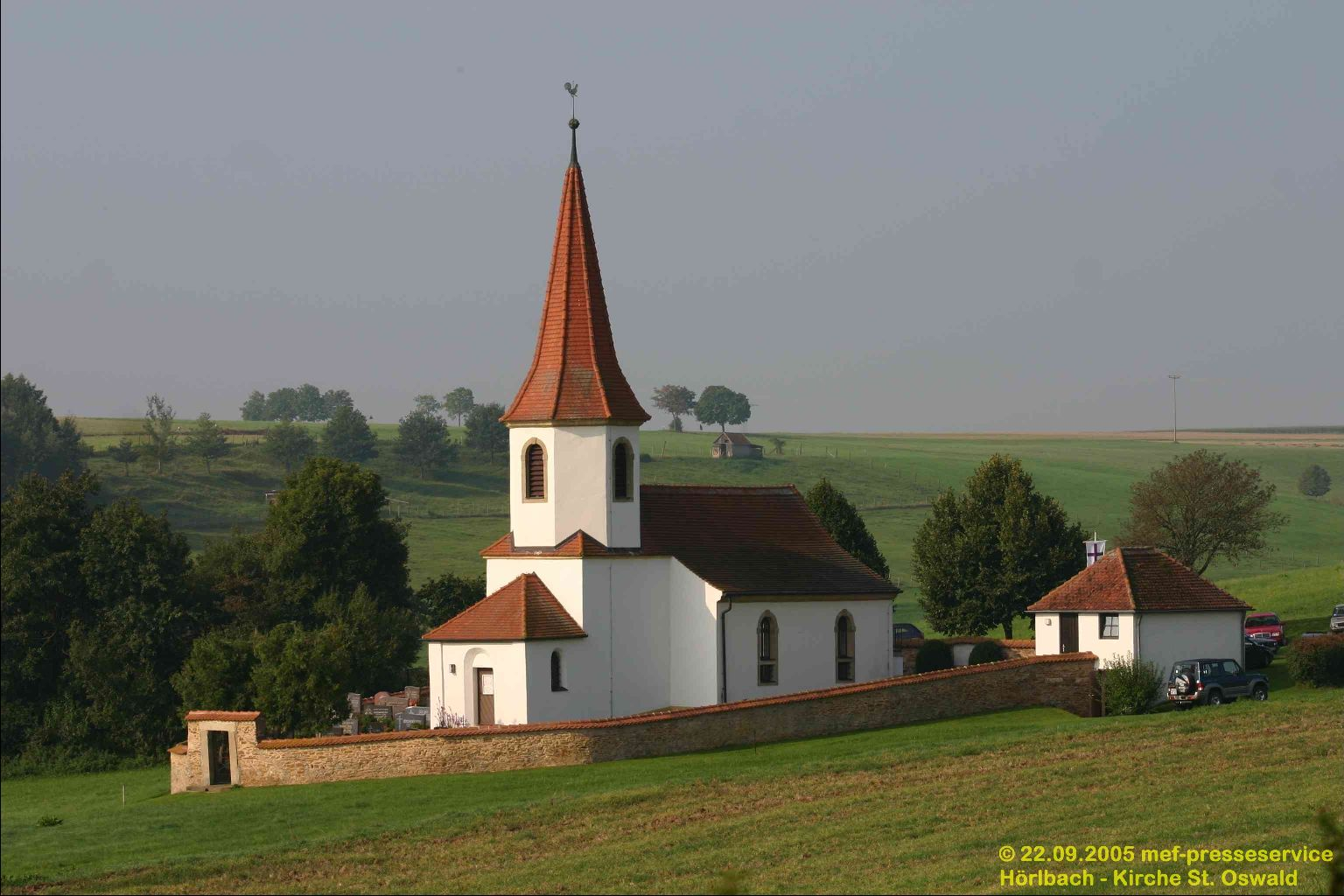

Absberg ·
Alesheim ·
Bergen ·
Burgsalach ·
Dittenheim ·
Ellingen ·
Ettenstatt ·
Gnotzheim ·
Gunzenhausen ·
Haundorf ·
Heidenheim ·
Höttingen ·
Langenaltheim ·
Markt Berolzheim ·
Meinheim ·
Muhr am See ·
Nennslingen ·
Pappenheim ·
Pfofeld ·
Pleinfeld ·
Polsingen ·
Raitenbuch ·
Solnhofen ·
Theilenhofen ·
Treuchtlingen ·
Weißenburg in Bayern ·
Westheim